# Saxifraga × megaseiflora
Saxifraga x megaseaeflora es una planta herbácea de la familia de las saxifragáceas.

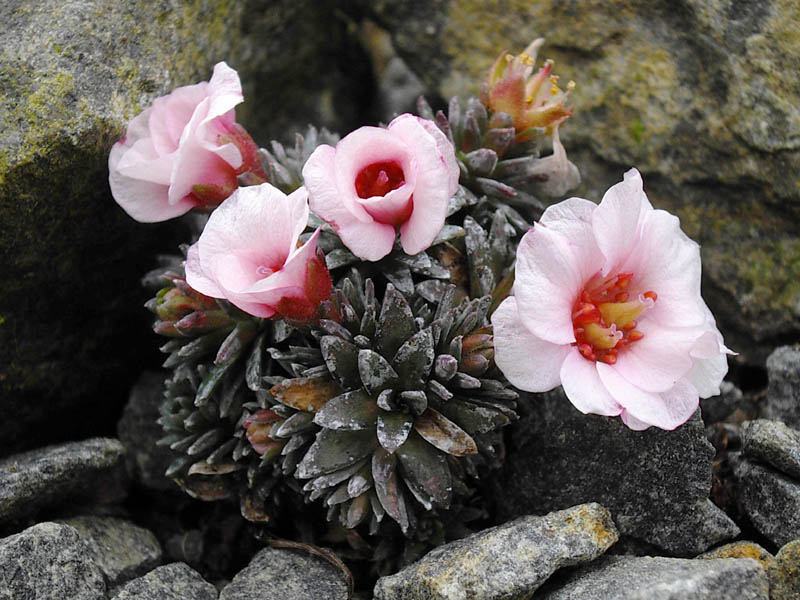
Saxifraga x megesaeaflora 'Karel Capek'

Es un híbrido compuesto por las especies Saxifraga aretioides, Saxifraga burseriana, Saxifraga lilacina, y Saxifraga media.

## Taxonomía
Saxifraga x megaseaeflora fue descrita por A. Stigston Thompson y publicado en Gard. Chron. III, 99: 12 1936.
Etimología
Saxifraga: nombre genérico que viene del latín saxum, ("piedra") y frangere, ("romper, quebrar"). Estas plantas se llaman así por su capacidad, según los antiguos, de romper las piedras con sus fuertes raíces. Así lo afirmaba Plinio, por ejemplo.
megaseaeflora: epíteto
Cultivares
- Saxifraga x megaseaeflora Holenka's Miracle Group  Horný, Webr & Byam-Grounds
- Saxifraga x megaseaeflora Prichard's Monument Group  Horný, Webr & Byam-Grounds
- Saxifraga x megaseaeflora 'Artemis'
- Saxifraga x megaseaeflora 'Barrandov'   	?
- Saxifraga x megaseaeflora 'Bertramka'
- Saxifraga x megaseaeflora 'Bohdalec'
- Saxifraga x megaseaeflora 'Bohnice'   	?
- Saxifraga x megaseaeflora 'Bránik'   	?
- Saxifraga x megaseaeflora 'Chodov'
- Saxifraga x megaseaeflora 'Dana'
- Saxifraga x megaseaeflora 'Eden'   	?
- Saxifraga x megaseaeflora 'Edward Elgar'
- Saxifraga x megaseaeflora 'Emauzy'   	?
- Saxifraga x megaseaeflora 'Forum'   	?
- Saxifraga x megaseaeflora 'Frýdland'   	?
- Saxifraga x megaseaeflora 'Galaxie'
- Saxifraga x megaseaeflora 'Gemma'
- Saxifraga x megaseaeflora 'Grébovka'
- Saxifraga x megaseaeflora 'Hradčany'
- Saxifraga x megaseaeflora 'Humoreska'
- Saxifraga x megaseaeflora 'Jan Neruda'
- Saxifraga x megaseaeflora 'Josef Čapek'
- Saxifraga x megaseaeflora 'Jupiter'
- Saxifraga x megaseaeflora 'Kampa'
- Saxifraga x megaseaeflora 'Karel Čapek'
- Saxifraga x megaseaeflora 'Karel Hasler'   	?
- Saxifraga x megaseaeflora 'Karlin'
- Saxifraga x megaseaeflora 'Kbely'   	?
- Saxifraga x megaseaeflora 'Krákatit'
- Saxifraga x megaseaeflora 'Krasava'
- Saxifraga x megaseaeflora 'Letna'
- Saxifraga x megaseaeflora 'Liboc'
- Saxifraga x megaseaeflora 'Loreta'
- Saxifraga x megaseaeflora 'Macocha'
- Saxifraga x megaseaeflora 'Manekýn'
- Saxifraga x megaseaeflora 'Marcela'
- Saxifraga x megaseaeflora 'Michle'
- Saxifraga x megaseaeflora 'Mrs Gertie Prichard'
- Saxifraga x megaseaeflora 'Norman'
- Saxifraga x megaseaeflora 'Nusle'
- Saxifraga x megaseaeflora 'Olsany'
- Saxifraga x megaseaeflora 'Opatov'
- Saxifraga x megaseaeflora 'Pankrác'   	?
- Saxifraga x megaseaeflora 'Petřín'   	?
- Saxifraga x megaseaeflora 'Pluto'
- Saxifraga x megaseaeflora 'Podoli'
- Saxifraga x megaseaeflora 'Poseidon'
- Saxifraga x megaseaeflora 'Prosek'
- Saxifraga x megaseaeflora 'Pruhonice'
- Saxifraga x megaseaeflora 'Radka'
- Saxifraga x megaseaeflora 'Radlice'
- Saxifraga x megaseaeflora 'Robin Hood'
- Saxifraga x megaseaeflora 'Rokoko'
- Saxifraga x megaseaeflora 'Roztyly'
- Saxifraga x megaseaeflora 'Ruzyně'
- Saxifraga x megaseaeflora 'Saturn'
- Saxifraga x megaseaeflora 'Semafor'
- Saxifraga x megaseaeflora 'Smíchov'
- Saxifraga x megaseaeflora 'Strahov'
- Saxifraga x megaseaeflora 'Symfonie'
- Saxifraga x megaseaeflora 'Troja'
- Saxifraga x megaseaeflora 'Vinohrady'   	?
- Saxifraga x megaseaeflora 'Violeta'   	?
- Saxifraga x megaseaeflora 'Vítkov'
- Saxifraga x megaseaeflora 'Vladana'
- Saxifraga x megaseaeflora 'Vyšehrad'
- Saxifraga x megaseaeflora 'White Delight'
- Saxifraga x megaseaeflora 'Zbraslav'
- Saxifraga x megaseaeflora 'Zeus'
- Saxifraga x megaseaeflora 'Mrs Harry Lindsay'   	?
- Saxifraga x megaseaeflora 'Opotov'
- Saxifraga x megaseaeflora 'Prosec'
- Saxifraga x megaseaeflora 'Zlichov'